# Casa Comerma (Terrassa)
La Casa Comerma és un edifici del centre de Terrassa, situat al carrer de la Creu Gran, inclòs a l'Inventari del Patrimoni Arquitectònic de Catalunya.
És un habitatge unifamiliar entre mitgeres format per planta baixa, dos pisos i terrat. La planta baixa presenta dues obertures, una finestra a la banda esquerra d'arc carpanell i la porta d'accés d'arc escarser a la banda dreta, amb tarja d'escala superior. El primer pis està ocupat per un balcó de tres obertures i al segon pis hi ha una finestra de la mateixa tipologia. Les obertures presenten llindes amb els angles arrodonits. L'edifici es corona amb una cornisa amb decoració dentada i barana seguida de terrat.
Va ser bastida l'any 1917 per l'arquitecte Lluís Muncunill.